# Barbuise (Fluss)
Die Barbuise ist ein Fluss in Frankreich, der im Département Aube in der Region Grand Est verläuft. Sie entspringt im Gemeindegebiet von Luyères, entwässert zunächst Richtung Nordwest, erreicht nördlich von Pouan-les-Vallées das Tal der Aube, dreht dort auf West, verläuft nun parallel zur Aube und mündet nach insgesamt rund 36 Kilometern beim Weiler Le Bachot, im Gemeindegebiet von Charny-le-Bachot, als linker Zufluss in einen Nebenarm der Aube.

## Orte am Fluss
(Reihenfolge in Fließrichtung)
- Luyères
- Charmont-sous-Barbuise
- Montsuzain
- Voué
- Saint-Remy-sous-Barbuise
- Saint-Étienne-sous-Barbuise
- Nozay
- Pouan-les-Vallées
- Bessy
- Rhèges
- Le Bachot, Gemeinde Charny-le-Bachot